# Paulus Paulirinus
Paulus Paulirinus ou Paulirinus de Prague (Pavel Žídek) (né à Prague en 1413, mort après 1471) est un érudit tchèque.

## Biographie
Né de parents juifs, il étudia la philosophie à l'université de Vienne, la médecine à Padoue et, peut-être, à Bologne. Converti au catholicisme, il fut ordonné prêtre. Entre 1443 et 1447, il est nommé professeur à l'université de Prague, et plus tard à celle de Cracovie.
Entre 1459 et 1463, en exil à Pilsen, il écrivit une grande encyclopédie scientifique en deux parties, consacrée aux arts libéraux et où il discute de zoologie, minéralogie, médecine et métaphysique : Liber XX Arcium. Une superstition populaire fit de cet ouvrage une création du Diable et elle fut dissimulée pendant trois siècles sous une dalle de marbre[réf. nécessaire]. C'est seulement vers la fin du XVIIIe siècle que, faisant fi de la légende, on commença à s'intéresser au contenu de cet ouvrage magistral et à l'étudier.
La seule copie connue se trouve à la Bibliothèque Jagellonne de Cracovie. Elle compte 359 feuillets (soit plus de 700 pages), de très grand format, lesquels ne comprennent seulement que 15 des 20 articles originels. Dix d'entre eux concernent la musica instrumentalis qui occupe les fos 153–162, mais est incomplète. Fort heureusement, la description de différents instruments, parmi lesquels le monocorde, le clavicorde le clavecin (la première du virginal avec explication du terme) est restée complète. D'autres sections traitent d'astronomie et des arts graphiques, avec, entre autres, sous le terme Ciripagus, la plus ancienne description de l'imprimerie nouvellement inventée (typographie), observée à Bamberg (mais mal comprise).

## Ouvrages
- Liber viginti artium (Encyclopedia Scientarum). Manuscrit, seule copie connue, est à l'université Jagellonne de Cracovie (PL-Kj 257).
- O vážnosti konšelské hlavních měst a jich mravích (perdu)
- Jiří(ho) správovna, 1471. Livre sur les devoirs du roi écrit en tchèque